# Marc Eugene Meyer
 (juillet 2021).
Si vous disposez d'ouvrages ou d'articles de référence ou si vous connaissez des sites web de qualité traitant du thème abordé ici, merci de compléter l'article en donnant les références utiles à sa vérifiabilité et en les liant à la section « Notes et références ».
Marc Eugene Meyer, né le 26 janvier 1842 à Strasbourg et mort le 16 janvier 1925 à New York, est un homme d'affaires franco-américain.

## Biographie
Il naît à Strasbourg d'une famille juive, fils de Sephora (née Loeb) et Isaac Meyer, son père est rabbin et membre du gouvernement civil de Strasbourg ; son grand-père Jacob, également rabbin, a été nommé par Napoléon Bonaparte au Grand Sanhédrin pour aider à définir le statut juridique des juifs français. Son beau-frère, Zadoc Kahn, est le grand rabbin de France.
Après la mort de son père en 1859, Meyer, alors âgé de 17 ans, quitte Strasbourg et émigre en Californie. Le financier français Alexandre Lazard, de Lazard frères, le recommande à son cousin Alexandre Weill (alors représentant de Lazard à San Francisco), assurant un travail à Meyer en tant que stock boy sous Simon Lazard. Les Lazard, Weill, Kahn et Meyer, tous juifs français, s'étaient fréquemment alliés.

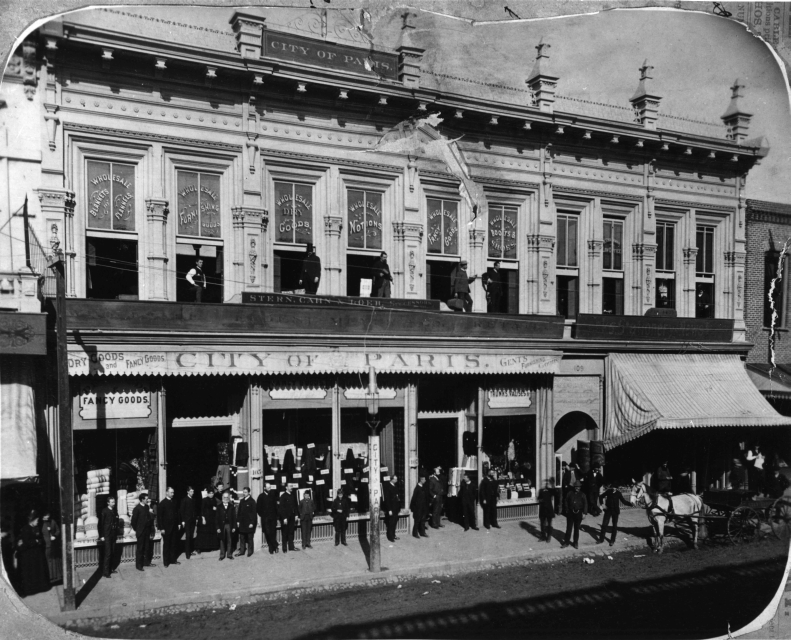
City of Paris department store, Los Angeles (vers 1890)

En 1860, il est embauché comme comptable au magasin de Los Angeles de Solomon Lazard (le cousin de Simon Lazard) sur Bell's Row. Meyer et Solomon Lazard forme un partenariat, fondant un grand magasin qui devient plus tard City of Paris (en) (à ne pas confondre avec le magasin du même nom à San Francisco). En 1864, Meyer rejoint Lazard frères, devenant associé en 1868. Dans les années 1870, Meyer rachète la participation de son partenaire dans le magasin de La Ville de Paris, qui devient le plus grand et le plus élaboré des grands magasins du sud-ouest des États-Unis.
En 1884, il revend le magasin et déménage à San Francisco, où il remplace Alexandre Weill comme président de Lazard Frères, qui était alors l'une des trois Maisons de Lazard (les deux autres étant les opérations de Lazard en France et Angleterre). Après la panique de 1893 (provoquée en partie par l'adoption du Sherman Silver Purchase Act de 1890), Meyer est réaffecté à New York pour superviser les investissements de Lazard et est déterminant pour persuader John Pierpont Morgan et de nombreux investisseurs européens de ne pas liquider leurs avoirs. L'acte est rapidement abrogé et la crise résolue.
En 1867, il épouse Harriet Newmark, fille du rabbin Joseph Newmark (en) (la sœur d'Harriet Caroline avait épousé Solomon Lazard) et sœur de Myer J. Newmark (en) ; ils ont cinq filles et trois fils : son fils Eugene Isaac Meyer ; sa fille, Rosalie, qui épouse Sigmund Stern, le neveu de Levi Strauss et le fils de David Stern (en) ; et sa fille, Elise, qui épouse le frère de Sigmund, Abraham Stern (veuve, elle s'est remariée avec l'ambassadeur du Brésil, Luiz Martins de Souza Dantas, en 1933, qui a sauvé plus de 400 personnes pour échapper à la persécution nazie). Sa fille, Florence Meyer Blumenthal, épouse George Blumenthal (en). Son fils, Edgar Joseph Meyer (marié à Leila Saks, la fille d'Andrew Saks (en)), péri lors du naufrage du Titanic. Sa fille Aline Meyer, épouse Charles Joseph Liebmann, le fils du brasseur Henry Liebmann (en) et petit-fils de Samuel Liebmann (en). Son arrière-petit-fils est Walter A. Haas Jr. (en) (petit-fils de sa fille Rosalie), qui a été président de Levi Strauss & Co.